# Xiaomi Mi A3
Lo Xiaomi Mi A3 è uno smartphone di fascia media prodotto da Xiaomi in partnership con Google e presentato il 25 luglio 2019.

## Caratteristiche tecniche

### Hardware
Lo Xiaomi Mi A3 è dotato di chipset Qualcomm Snapdragon 665 con CPU octa-core e GPU Adreno 610, di schermo S-AMOLED da 6,1 pollici con risoluzione HD+, di Wi-Fi 802.11 a/b/g/n/ac dual-band, con supporto a WiFi Direct e hotspot; Bluetooth 5.0 con A2DP, LE, aptX HD; GPS assistito con GLONASS e BDS; porta ad infrarossi, radio FM e USB 2.0 Tipo-C. Sul retro ha una tripla fotocamera 48 MP f/1.8 + 8 MP (f/2.2, grandangolare) + 2 MP di profondità, con flash LED e registrazione di video 4K a 30fps, davanti una fotocamera anteriore da 48 MP con HDR. È presente in tagli di memoria RAM da 4 e 6 GB, e in tagli di memoria interna da 64 e 128 GB. Ha un sensore d'impronta digitale ottico sotto il display. Ha una batteria ai polimeri di litio non removibile da 4030 mAh.

### Software
Ha Android 11 R con Android One.